# Abbaye de Realvalle
L'Abbaye Santa Maria de Realvalle est une ancienne abbaye cistercienne, située à Scafati (Campanie, en Italie).

## Situation et toponymie
L'abbaye est fondée au bord du fleuve Sarno (it), dans le village de San Pietro (commune de Scafati). Son nom est une traduction directe du français Royaumont, nom de l'abbaye-mère de Realvalle.

## Histoire

### Fondation
En 1273, Charles Ier de Sicile demande aux abbés, d'abord de Louroux, puis, face à leur refus, de Royaumont, de venir établir une abbaye cistercienne dans le Nemus Scaphati, réserve royale de chasse. L'historiographie du XIXe siècle affirme que c'est en souvenir et en remerciement de la victoire militaire contre Conradin et Manfred Ier de Sicile que cette abbaye est fondée, d'une part, et d'autre part que Charles Ier l'envisageait comme lieu de sépulture pour lui et sa descendance, ce qui ne s'est pas réalisé puisqu'il est enterré à la cathédrale de Naples.
Le site, boisé et bien arrosé, convient particulièrement bien aux moines blancs : il permet entre autres l'utilisation du cours d'eau pour l'hygiène, la consommation domestique, les divers usages hydrauliques communs, ainsi que la communation avec la mer et l'arrière-pays ; la forêt est pour la future communauté monastique synonyme d'isolement propre à la prière, mais aussi de matières premières, en particulier en ce qui concerne la charpente. Il est de surcroît facile à mettre en cultures, y compris en vignes.
La fondation officielle date de 1277, date à laquelle Charles Ier lui octroie une charte ; cependant, la construction du monastère ne commence qu'en mai 1284.

### Moyen Âge
Les pierres servant à la construction de l'édifice sont extraites des carrières de Sarno et convoyées par chalands à traction équine sur le fleuve éponyme. Ces barges sont tellement vastes qu'une rectification du chenal de navigation s'avère nécessaire, à la jonction entre le Sarno et l'Alveo comune nocerino (it).
L'abbaye tombe très tôt sous le régime de la commende, dès 1393. Dès lors, Realvalle entre dans une période de déclin. Ce déclin est fortement accéléré par les énormes dégâts que subit l'édifice lors du séisme de 1456 (it). Sont en effet endommagés l'église, le cloître et l'aile des moines. De nombreuses restaurations s'avèrent indispensables. La reconstruction ne se fait d'ailleurs pas à l'identique, et le nouvel édifice est plus petit que l'abbaye initiale.
En 1464, le domaine de Scafati est donné à Antonio Piccolomini, neveu du pape Pie II. L'abbaye s'appauvrit sur le plan matériel. En parallèle, de constants aménagements hydrauliques sont menés sur le cours d'eau pour faire fonctionner moulins et proto-industrie ; l'isolement et donc la qualité de recueillement de la communauté monastique s'en ressent fortement. En 1597, une description de l'abbaye la peint « maximis ruinis affecta ut vix quantae molis extiterit, et ruinarum ipsarum vestigio dignosci possit ; est ibidem aer intemperatissimus ».

### Fermeture et ruine
L'abbaye est fermée en 1807 par les troupes napoléoniennes. Vendue aux enchères, la propriété est acquise par Andrea Dino, qui en fait un bâtiment à usage agricole. Dans la deuxième moitié du XIXe siècle, l'abbaye n'est plus qu'une ruine. Du cloître, ne restent que « d'un côté, cinq colonnes [...] ; de l'autre, sept piliers d'arcades couronnés de leurs consoles et de leurs chapiteaux » ; de même, l'abbatiale est à cette date réduite à « un des murs latéraux où se dessinent cinq grandes fenêtres à ogives trilobées ».

### Renouveau et protection patrimoniale
À la fin du XIXe siècle, une pris de conscience de la valeur patrimoniale de l'édifice se fait, parallèlement au renouveau religieux du site. En effet, la congrégation des Franciscaines alcantarines obtient de rebâtir partiellement l'abbaye et d'y relancer la vie de prière en 1889. La communauté religieuse est toujours présente dans l'abbaye au XXIe siècle.
Au début du XXe siècle, les travaux de l'historien Émile Bertaux ainsi que ses reportages photographiques sur place mettent en lumière la valeur architecturale et historique de l'abbaye. Cependant, durant ce siècle, le bâtiment est peu et mal entretenu.

## Architecture
Une des particularités relevées par Alphonse Dantier lors de sa visite des ruines est l'emplacement du cimetière, non pas derrière l'église abbatiale à la manière habituelle des monastères cisterciens, mais au milieu du cloître.